# (4652) Ианнини
(4652) Ианнини (лат. Iannini) — астероид из группы главного пояса. Он был открыт 30 августа 1975 года в Сан-Хуан и назван в честь аргентинского астронома Гуальберто Марио Ианнини.
- Орбита астероида Ианнини и его положение в Солнечной системе